# Stockhausen (niedersächsisches Adelsgeschlecht)

Wappen derer von Stockhausen in Niedersachsen

Stockhausen ist der Name mehrerer Adelsfamilien. Stammsitz des hier behandelten evangelischen Adelsgeschlechtes aus Niedersachsen ist Stockhausen, heute ein Ortsteil von Friedland südlich von Göttingen an der Leine. Der Name wechselte von Stockhuson, Stachitzen, Stoc-, Stog-, Stogk-, Stoighusen nach Stockhausen. Zusammen mit den Stockhausen in Thüringen und den Stockhausen in Westfalen gehören sie dem am 14. Oktober 1962 auf der Trendelburg gegründeten Familienverband an.

## Geschichte
Das Geschlecht der niedersächsischen Stockhausen erscheint urkundlich erstmals im Jahr 1111 mit dem Ritter (miles) Reinwardus de Stokhuson. Ein Dietmar von Stockhausen war von 1205 bis 1211 Abt im Stift Corvey.

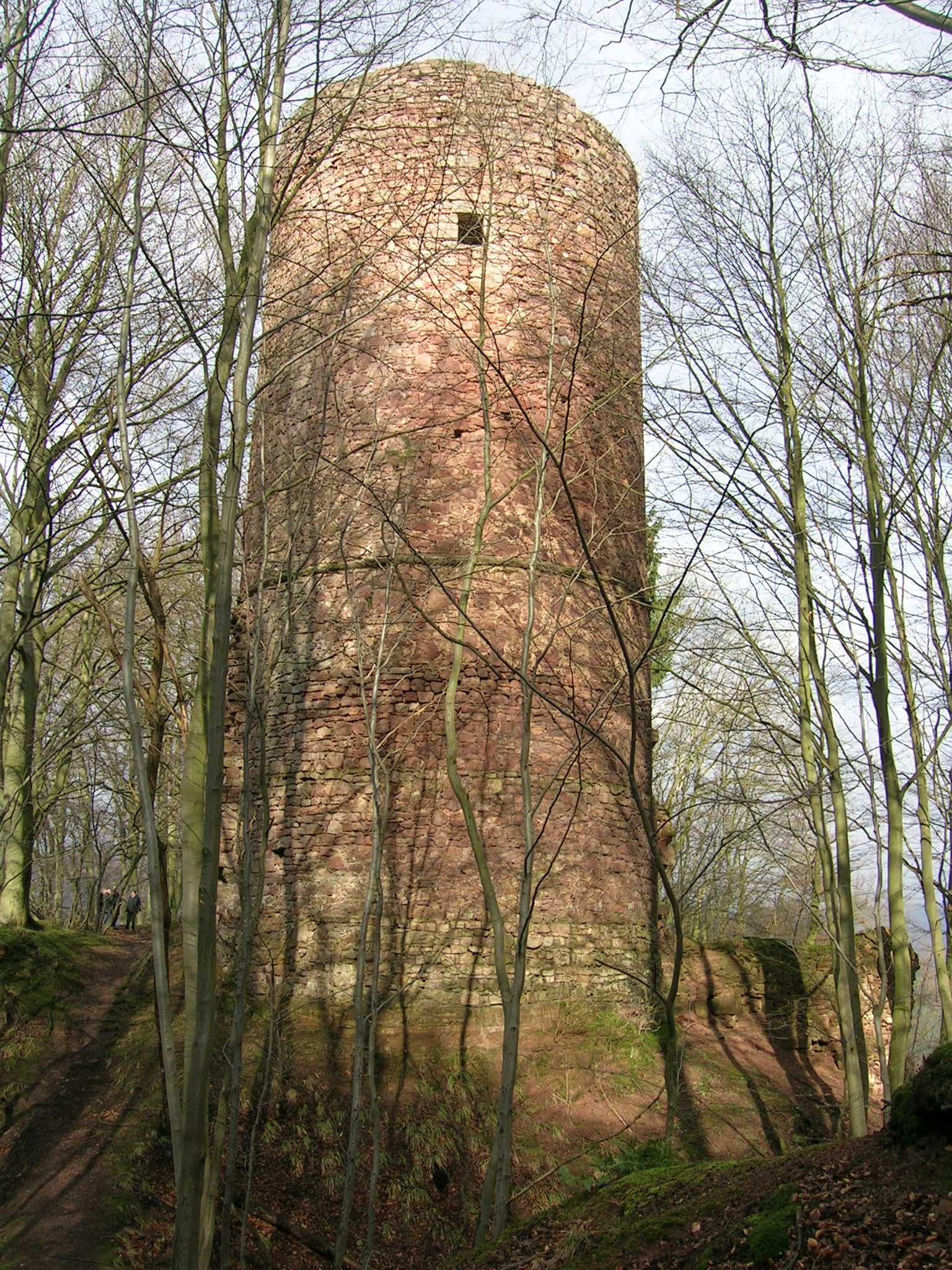
Bergfried der Bramburg

Die Ritter von Stockhausen wurden am Anfang des 14. Jahrhunderts mit der Bramburg bei Göttingen belehnt. Sie waren dort Burgmannen, Pfandnehmer und Amtsinhaber. Seitdem bekleideten Angehörige der Familie das Amt des Erbmarschalls der Abtei Corvey. 
Sie stellten auch die Lehens-, Burg- und Amtsmänner der hessischen Landgrafen in Trendelburg, Immenhausen, Münden und auf der Krukenburg. Burghard von Stockhausen, hessen-kassel. Kriegskommissar, kaufte 1614 den neben der Burg Trendelburg gelegenen Burgsitz am Burggraben, das so genannte „Johann Claud’sche Haus“. Auf der Behausung des fürstlichen Rentmeisters ruhten die von Landgraf Moritz von Hessen verliehene adeligen Rechte. Da der Wohnsitz neben der Burg in Kriegszeiten keine sichere Heimstatt war, erwarb Burghard unterhalb der Stadt Grund und Boden. Das Rittergut „Zur Abgunst“ entstand 1703, nachdem der Burgsitz der Familie im Dreißigjährigen Krieg zerstört worden war.
Einige Linien der Familie gehören noch heute der Althessischen Ritterschaft
an. Die Burgruine Bramburg befindet sich bis heute im Besitz der Familie.

## Wappen
Das Wappen der niedersächsischen Stockhausen zeigt in Silber einen schrägrechts gekrümmten schwarzen Ast mit zwei schwarzen Eichenblättern, das rechte abhängend, das linke aufstehend. Auf dem Helm mit schwarz-silbernen Decken ein offener, rechts schwarzer und links silberner Flug.
Es ähnelt dem der Stockhausen in Westfalen und Thüringen.

## Sonstiges
In der Sakristei der evangelischen Pfarrkirche in Trendelburg (ehemals St. Maria) aus dem 14. Jahrhundert befand sich das Erbbegräbnis derer von Stockhausen. Bei der Renovierung im 20. Jahrhundert wurde die Gruft aufgelöst, der Fußboden mit den Grabsteinen erneuert und die Empore mit dem Adelssitz sowie der Zugang entfernt. 2007 wurde die bestens erhaltene reliefartig gestaltete Grabplatte des Ernst Hans von Stockhausen, 1578, von außen an der inneren hinteren Kirchenwand angebracht. Die gut erhaltenen Epitaphe der Familie sind von besonderem Interesse. Aufwändig bemalte Särge der Familie aus dem 18. Jahrhundert finden sich heute in der Dauerausstellung des Museums für Sepulkralkultur in Kassel.